# Кестеньгская операция
Ке́стеньгская наступательная операция — фронтовая наступательная операция войск Карельского фронта в Великой Отечественной войне, проводившаяся 24 апреля — 11 мая 1942 года.

## План операции
В рамках проведения общего стратегического наступления на советско-германском фронте в зимне-весенней кампании 1942 года Ставка Верховного Главнокомандования поставила перед командованием Карельского фронта задачу на проведение наступательной операции в районе Кестеньги с целью разгромить противостоящие силы противника, выйти на рубеж реки Софьянга и закрепиться на нём, тем самым усилить оборону Кировской железной дороги. Проведение операции было запланировано одновременно с Мурманской наступательной операцией и с наступлением 19-й армии на кандалакшском направлении, что по замыслу советского командования должно было затруднить противнику манёвр войсками.
Проведение операции было возложено на войска 26-й армии (командующий генерал-майор Н. Н. Никишин) Карельского фронта (командующий генерал-лейтенант В. А. Фролов). Главный удар на Кестеньгу наносился с севера обходным манёвром ударной группировкой из района южнее озера Нижнее Чёрное в составе 23-й гвардейской стрелковой дивизии (командир — генерал-майор В. А. Соловьев), 186-й стрелковой дивизии, 8-й отдельной лыжной бригады, 80-й морской стрелковой бригады. Лобовую атаку Кестеньгской группировки производила 263-я стрелковая дивизия (командир генерал-майор Л. Е. Фишман) вдоль шоссейной дороги Лоухи — Кестеньга. На вспомогательном направлении действовала 67-я морская стрелковая бригада. В составе этих войск находилось 29 622 человека, 110 орудий, 382 миномёта всех калибров, 847 пулемётов, 29 танков. Для поддержки с воздуха были выделены 55 самолётов.
Противник на участке наступления располагал немецкой 6-й горной дивизией СС «Норд», сводной финской дивизией, рядом отдельных подразделений. Их численность советское командование оценивало в 13,4 тысяч человек, 48 орудий, 192 миномёта, 320 пулемётов, 10 танков.
Советская сторона имела перевес в живой силе, в артиллерии и миномётах. Однако имелся острый недостаток боеприпасов.

## Ход операции
24 апреля в 6 часов утра части 23-й и 263-й стрелковых дивизий одновременно перешли в наступление на главном направлении. К исходу второго дня они вклинились в оборону противника на главном направлении на 6-7 километров, на остальных участках не продвинулись вообще. Поскольку операция началась в условиях сильного снегопада, артиллерийская и авиационная поддержка войск была крайне слабой. Противник сумел задержать советское наступление имевшимися в первой полосе незначительными силами, используя заранее подготовленные рубежи и узлы обороны (против каждой дивизии и бригады оборонялись примерно по 2 батальона), а за это время срочно подтянуть резервные части с других участков фронта.
После перегруппировки сил 3 мая советские войска возобновили наступление. Продвижение вновь оказалось медленным, но атаки советских войск оказались настолько упорными, что кестеньгская группировка оказалась в полуокружении, а 30 апреля части 8-й лыжной бригады перерезали шоссе, по которому снабжались немецко-финские войска в Кестеньге. Для врага на кестеньгском направлении создалась критическая ситуация. Во избежание прорыва фронта сюда была спешно переброшена 163-я немецкая пехотная дивизия с ленинградского направления, до трёх финских пехотных полков из-под Ухты и с других участков фронта. Противнику удалось отрезать вышедшие западнее Кестеньги лыжную бригаду и стрелковый полк, которым пришлось с большими потерями выходить из окружения.
После ещё одной трехдневной перегруппировки сил советские войска 10 мая продолжили наступление, однако никакого успеха не достигли. 11 мая по приказу Ставки Верховного Главнокомандования части армии перешли к обороне. При этом для занятия выгодного оборонительного рубежа части армии оставили около половины занятой в ходе операции территории. Таким образом, линию фронта на северном фланге армии удалось отодвинуть на 4-5 километров. Основным итогом операции необходимо признать истощение резервов противника и отказ последнего от запланированных на лето 1942 года операций в Карелии.

## Причины неудачи и потери сторон
Основная причина неудачи — неподготовленность операции (на подготовку было выделено две недели), отсутствие запасов боеприпасов, недостаточная оснащенность войск инженерно-саперными подразделениями в условиях бездорожья и пересеченной местности. Обращают на себя внимание шаблонные действия советских войск на тактическом уровне — многочисленные атаки одних и тех же позиций с одного и того же рубежа, неумение организовать обходы и просачивание вглубь вражеской обороны, как это постоянно делали финские войска. Артиллерия не имела опыта борьбы с вражескими позициями в лесной местности и по существу бесцельно разбрасывала остро дефицитные снаряды. Попытка использовать танки также провалилась — почти все они увязли в болоте перед вражескими укреплениями.
Потери противника в Кестеньгской операции оценивались советской стороной до 5000 солдат и офицеров убитыми. Потери советских войск составили 12 649 человек, из которых: 3145 убитых, 8906 раненых, 598 пропавших без вести. Финское командование сообщило завышенную оценку советских потерь в 11 000 человек убитыми.